# Лукинское (Череповецкий район)
Лукинское — деревня в Череповецком районе Вологодской области.
Входит в состав Мяксинского сельского поселения, с точки зрения административно-территориального деления — в Мяксинский сельсовет.
Расстояние по автодороге до районного центра Череповца — 31 км, до центра муниципального образования Мяксы — 3 км. Ближайшие населённые пункты — Санниково, Добрынское, Быстрино, Хламово.
По переписи 2002 года население — 8 человек.